# Nové Sady, Žďár nad Sázavou
Nové Sady là một làng thuộc huyện Žďár nad Sázavou, vùng Vysočina, Cộng hòa Séc.